# Fair to Midland
Fair to Midland est un groupe de metal progressif américain originaire de Sulphur Springs (Texas). Formé en 1998, le groupe est composé du chanteur Darroh Sudderth, du guitariste Cliff Campbell, de Jon Dicken à la basse, Brett Stowers à la batterie et de Matt Langley (clavier). Après deux albums enregistrés en tant qu'indépendant, The Carbon Copy Silver Lining en 2002 et inter.funda.stifle en 2004, le groupe attire l'attention de System of a Down, mais surtout de Serj Tankian. Fair to Midland signe en 2006 avec le label Serjical Strike, ainsi ils participent en première partie de plusieurs concerts de Tankian sur sa tournée 2008.
Le groupe commence à travailler sur son quatrième album en août 2008. En janvier 2009, Fair to Midland joue quatre nouvelles pistes : A Loophole in Limbo, Musical Chairs, Rikki-Tikki-Tavi et Pour the Coal to 'er qui sont appréciées du public et susceptibles de figurer sur leur nouvel album dont le nom n'est pas encore dévoilé. En 2012, le groupe se met en pause, mais l'avenir du groupe est plus que pessimiste selon le batteur Brett Stowers. Depuis cette date, le groupe n'est plus actif.

## Biographie

### Débuts (1998–2005)
Fair to Midland est formé en 1998 par deux amis, Andrew Darroh Sudderth et Cliff Campbell, originaires de Sulphur Springs, dans le Texas. Sudderth débute originellement comme bassiste du groupe, mais se met ensuite au chant, avec Nathin Seals à la basse et Jason Pintler à la batterie. Après la sortie de leur album indépendant en 2001, The Carbon Copy Silver Lining, Pintler quitte le groupe et est remplacé par Brett Stowers. Pour leur deuxième album, inter.funda.stifle, publié en 2004, le claviériste Matt Langley, qui a participé à leur premier album, se joint officiellement au groupe. L'album est enregistré par le quintette, puis le groupe tourne en soutien à leurs albums, et se popularise à Dallas, dans le Texas. Cependant, ils essayent de se faire mieux connaitre, notamment à Los Angeles, mais cette tentative est un échec. 
En 2005, Seals quitte aussi le groupe. Même s'il est remplacé par Jon Dicken, un manque d'amélioration, mêlé aux coûts de production, et aux études de Sudderth et Campbells, amène le groupe au fond du gouffre. Alors qu'ils pensent sérieusement à se séparer, ils reçoivent un appel de Serj Tankian, chanteur du groupe de hard rock System of a Down. Leurs albums et prestations scéniques attirent son attention, et souhaite faire signer le groupe à son label Serjical Strike. Le groupe se sent alors pousser des ailes, et signe en avril 2006, avant de se lancer dans l'enregistrement d'un nouvel album,.

### Fables from a Mayfly(2006–2008)
Peu après avoir signé au label Serjical Strike, The Drawn and Quartered EP est publié ; il comprend une démo des chansons live issues de inter.funda.stifle, et un mini-documentaire intitulé The Drawn and Quartered Kinescope. Entretemps, le groupe travaille sur son troisième album avec le producteur David Bottrill. Le groupe choisit de réenregistrer certaines chansons de inter.funda.stifle. Après quelques petits retards, l'album, intitulé Fables From a Mayfly : What I Tell You Three Times is True, est publié le 12 juin 2007.
Le groupe tourne significativement entre 2007 et 2008 en soutien à l'album, jouant dans plusieurs grands concerts comme au Coachella, Rock am Ring, et au Rock im Park. Ils ouvrent pour des groupes comme Rage Against the Machine, Smashing Pumpkins, Queens of the Stone Age, Muse, et le groupe solo de Serj Tankian. Notamment, ils s'associent à Tankian pour jouer The Walls of Jericho en improvisation. Entre 100 et 150 concerts sont joués en soutien à l'album, rien qu'en 2007. Fair to Midland gagne un Dallas Observer Music Award dans la catégorie de « meilleur metal » entre 2007 et 2008.

### Arrows and Anchors(2009–2011)
En août 2008, Fair to Midland se lance dans l'enregistrement de son quatrième album. En octobre, Stowers annonce l'écriture de 4 ou 6 chansons « presque terminées ». Il explique aussi que le groupe souhaite prendre son temps pour publier l'album. En novembre, le groupe annonce sa signature avec le label E1 Music, ainsi qu'un album pour 2011.  Stowers annonce que l'album sera plus sombre et cynique que les précédents.
Le 9 janvier 2010, le groupe est victime d'un accident de van, ce qui l'empêche temporairement de tourner et repousse la sortie de son nouvel album. Aucun blessé grave n'est déploré, mais leurs instruments sont sérieusement endommagés. Quatre jours plus tard, le groupe publie une vidéo, intitulée FWIW, un diminutif de For What It's Worth, qui comprend une démo studio de A Loophole in Limbo.
Le groupe continue de travailler sur l'album en 2011 avec le producteur Joe Barresi. En mars, ils révèlent le titre comme étant Arrows and Anchors, et publient en avril, le premier single, Musical Chairs, sur iTunes. En mai, la version studio de Amarillo Sleeps on My Pillow est publiée gratuitement sur le site web du groupe. L'album est publié le 12 juillet 2011. Le 26 octobre, ile groupe annonce le départ de Jon Dicken, et Ryan Collier, ancien membre du groupe Opus Dai, le remplacera en tournée. Un mois plus tard, le 26 novembre, Brett Stowers annonce son départ, et est remplacé par Logan Kennedy. Le groupe publie ensuite son DVD Welcome to the Dirt en novembre, qui comprend entre autres des vidéos amateures du groupe sur scène. Ils publient leur DVD Live at the Machine Shop en mars 2012.

### Pause et inactivité (2012–2013)
En septembre 2012, le groupe finit de tourner en soutien à Anchors and Arrows, et annonce son intention de publier un cinquième album. Le groupe souhaiterait achever des chansons encore non terminées issues de leur premier album. Cependant, depuis début 2013, toutes leurs activités cessent. Stowers, qui quittera le groupe en 2011, explique qu'il était temps pour lui de partir, que le groupe a accumulé beaucoup de dettes, était sans label, et que les membres s'étaient éparpillés aux quatre coins du pays.

## Membres

### Derniers membres
- Darroh Sudderth – chant (1998–2013)
- Cliff Campbell – guitare (1998–2013)
- Matt Langley – claviers (2002–2013)
- Ryan Collier – basse (2011–2013)
- Logan Kennedy – batterie (2011–2013)

### Anciens membres
- Jason Pintler – batterie (1998–2001)
- Nathin Seals – basse (1998–2005)
- Brett Stowers – batterie (2001–2011)
- Jon Dicken – basse (2005–2011)